# SV 1883 Schwarza
Der SV 1883 Schwarza ist ein deutscher Sportverein aus dem Rudolstädter Ortsteil Schwarza.

## Vereinsstruktur
Der Verein gehört mit seinen mehr als 1800 Mitgliedern und 19 Sportabteilungen zu den größten Sportvereinen im Freistaat Thüringen. Als Schwerpunkt seiner Arbeit nennt er den Breiten-, Rehabilitations- sowie den Kinder- und Jugendsport. 50 Prozent der Mitglieder sind Kinder und Jugendliche. Dem Verein stehen der städtische Sportpark Gemeindetal mit zwei Rasenplätzen zwei Bowlingbahnen, vier Kegelbahnen und das Gewichtheberzentrum sowie Turnhallen in Rudolstadt zur Verfügung. Sportpark Gemeindetal bietet 4000 Zuschauern Platz. Angeboten werden folgende Sportarten:
- Badminton
- Basketball
- Billard
- Fitness
- Fußball
- Gewichteheben
- Historischer Schwertkampf
- Judo
- Kegeln
- Para-Athletik
- Rehasport
- Rhythmische Sportgymnastik
- Schwimmen
- Segeln
- Tanzen
- Tischtennis
- Turnen/ Kinderturnen
- Volleyball/ Volleyball Kinder & Jugend
- Wintersport

(Stand 2023).

## Geschichtliche Entwicklung
Der SV 1883 beruft sich in seiner Tradition auf zwei Vorgänger, den am 7. Juli 1883 in Schwarza gegründeten „Turn-Verein in Schwarza“ und die in der DDR-Zeit bestandene „Betriebssportgemeinschaft Chemie Schwarza“. Folgerichtig feierte der SV 1883 im Juli 2008 sein 125-jähriges Jubiläum.
Nach der Zerschlagung aller bürgerlichen Vereine nach dem Zweiten Weltkrieg wurde der Sport wie andernorts in Schwarza in lose organisierten Sportgemeinschaften betrieben. Ende der 1940er Jahre wurde die Sportorganisation in Ostdeutschland auf Betriebssportgemeinschaften umgestellt, deren Trägerbetriebe die örtliche Wirtschaft und Verwaltung waren. Das in Schwarza ansässige Chemiefaserkombinat gründete die BSG Chemie Rudolstadt, die 1958 in BSG Chemie Schwarza umbenannt wurde. Obwohl Sektionen für mehrere Sportarten gebildet wurden, erlangte nur die Sektion Fußball zeitweise überregionale Beachtung. Die 1. Fußballmannschaft spielte zwischen 1973 und 1979 einige Jahre in der zweitklassigen DDR-Liga.
Als nach der politischen Wende von 1989 und der nachfolgenden wirtschaftlichen Veränderungen die Betriebssportgemeinschaften nicht mehr weiter existieren konnten, wurde von Mitgliedern der BSG Chemie am 27. Juni 1990 der „Sportverein 1883 Schwarza“ gegründet.

## Entwicklung des Fußballsports ab 1945

Logo der BSG Chemie

Weder die Fußballspieler der SG Schwarza noch die der BSG Einheit Rudolstadt kamen zunächst über die Kreisebene hinaus. In der Saison 1954/55 gab Chemie Rudolstadt ein einjähriges Gastspiel in der drittklassigen Bezirksliga Gera. Unter dem Namen Chemie Schwarza gelang 1957 erneut der Aufstieg in die nun allerdings viertklassige Bezirksliga. Dort erkämpfte sich die Mannschaft 1960 die Bezirksmeisterschaft, die zum Aufstieg in die II. DDR-Liga berechtigte.
Mit der 1963 erfolgten Ligareform und damit verbundenen Auflösung der II. DDR-Liga stieg Chemie Schwarza für ein knappes Jahrzehnt wieder in die Bezirksliga Gera ab. In der Spielzeit 1972/73 reichte hinter den nicht aufstiegsberechtigten Mannschaften Wismut Gera II und FC Carl Zeiss Jena III ein dritter Rang, um erstmals in die DDR-Liga aufzusteigen. Aus der zweithöchsten Spielklasse der DDR stieg Schwarza bereits nach einer Saison gemeinsam mit Stahl Maxhütte wieder ab. Das gleiche Szenario spielte sich in der Folgezeit in den Spielzeiten 1975/76 sowie 1978/79 ab, in welchen Chemie Schwarza im Stile einer Fahrstuhlmannschaft postwendend wieder in die Drittklassigkeit abstieg.
Nach der Wende vollzog die Fußballabteilung von Chemie Schwarza eine bis 1993 dauernde Fusion mit dem Lokalrivalen FC Einheit Rudolstadt. 1993 wurde auf Initiative des Abteilungsleiters Andreas Granowski eine neue Fußballabteilung in Schwarza ins Leben gerufen. Mit dem SV 1883 Schwarza startete die 1. Männermannschaft in die Saison 1993/94 in die 1. Kreisklasse. 1994 wurde eine 2. Männermannschaft gegründet und 1995 die erste Nachwuchsmannschaft. Der SV 1883 Schwarza feierte seinen ersten großen Erfolg in der Saison 1995/96 als Pokalsieger und den Aufstieg in die Bezirksliga (Staffel 3). 2012 stieg die 1. Mannschaft in die neuntklassige Kreisliga ab. 2015 gelang der Aufstieg in die derzeitige Spielklasse Kreisoberliga Mittelthüringen. Der SV 1883 Schwarza ist in allen Nachwuchsabteilungen vertreten und führt eine erfolgreiche Spielgemeinschaft im Nachwuchs der Großfeldmannschaften mit dem FC Einheit Rudolstadt. 

## Statistik
- Teilnahme DDR-Liga: 1973/74, 1975/76, 1978/79
- Teilnahme II. DDR-Liga: 1961/62, 1962/63
- Ewige Tabelle der DDR-Liga: Rang 138

## Personen von besonderer Bedeutung
- Christoph Stephan, begann seine Laufbahn als Biathlet beim SV 1883, dreifacher Juniorenweltmeister, Deutscher Meister 2008, Vize-Europameister 2006.
- Michael Strempel, war in den 1970er Jahren Fußballspieler und Trainer der BSG Chemie, 15 A-Länderspiele, 159 Oberligaspiele u. a. für den FC Carl Zeiss Jena.
- Detlef Zimmer, war von 1980 bis 1983 Fußballspieler und Trainer der BSG Chemie, 200 Oberligaspiele für Aue, Jena und Brandenburg.